# 커클리스

커클리스의 위치

커클리스(영어: Kirklees)는 잉글랜드 웨스트요크셔주에 위치한 도시 자치구로 중심 도시는 허더즈필드이며 면적은 408.6km2, 인구는 431,020명(2014년 기준), 인구 밀도는 1,100명/km2이다.